# 里昂大猶太會堂

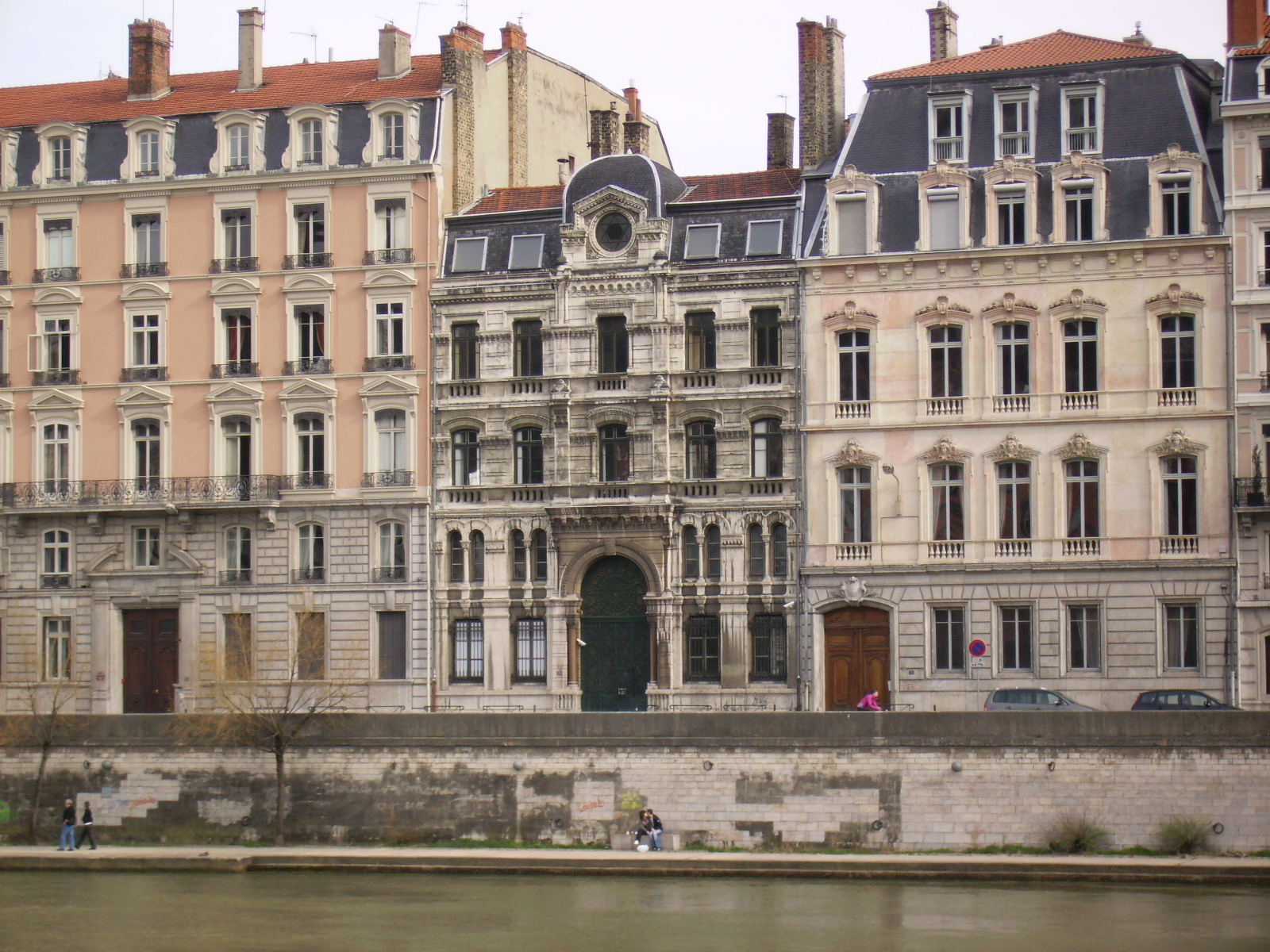
里昂大猶太會堂

里昂大猶太會堂（Grande synagogue de Lyon）是法國城市里昂的一座猶太會堂，位於 里昂第二區。這座猶太會堂是一座新拜占庭式建築，修建於1863年至1864年，並在2014年進行了首次翻新。1984年，里昂大猶太會堂被列入紀念建築。猶太會堂興建耗資2.5萬法郎。二戰期間里昂曾接納了大量猶太人難民，但這座猶太會堂還是在1944年被關閉。里昂解放之後，猶太會堂得到恢復。

## 外部連結
- Site of the consistory and of the synagogue